# Gary Gilbert
Gary Gilbert (* 1965 in Detroit, Michigan) ist ein US-amerikanischer Filmproduzent. Er wurde 2011 für den Film The Kids Are All Right für den Oscar in der Kategorie Bester Film nominiert.

## Leben
Gilbert besuchte die Southfield-Lathrup High School in Michigan und absolvierte anschließend die Stephen M. Ross School of Business.
Sein Bruder Daniel gründete 1985 das Hypothekenkreditinstitut Rock Financial. Gilbert stieg in das Geschäft seines Bruders ein; die Anstalt verkauften sie 1999 an das Software-Unternehmen Intuit Inc. für 532 Millionen US-Dollar. Heute ist sie unter dem Namen Quicken Loans bekannt.
Daraufhin zog Gilbert nach New York, um eine neue Karriere zu beginnen. Er begeisterte sich für das Produzieren von Filmen und pendelte immer wieder nach Los Angeles, wo er mittlerweile lebt. 2003 wurde er auf Zach Braff Aufmerksam, der einen Produzenten für sein Drehbuch Garden State suchte. Gilbert zeigte sich bereit, das Projekt zu finanzieren. 2005 wurde Gilbert für den Film mit dem Independent Spirit Award ausgezeichnet. Es folgten Arbeiten wie Pathology (2008), The Kids Are All Right (2010) oder Margaret (2011). Zusammen mit Jordan Horowitz gründete er die Filmproduktionsfirma Gilbert Films.
Gilbert und sein Bruder sind Mitbesitzer der NBA-Mannschaft Cleveland Cavaliers.

## Filmografie (Auswahl)
- 2004: Garden State
- 2008: Henry Poole – Vom Glück verfolgt (Henry Poole Is Here)
- 2008: Pathology – Jeder hat ein Geheimnis (Pathology)
- 2010: The Kids Are All Right
- 2010: Meet Monica Velour
- 2011: From Prada to Nada
- 2011: Margaret
- 2013: Are You Here
- 2016: Miss Stevens
- 2016: La La Land
- 2020: If Anything Happens I Love You (Kurzfilm)
- 2020: Adam